# José Julio Folle
José Julio Folle Paradeda (Montevideo, Uruguay, 23 de julio de 1922 - Montevideo, Uruguay, 12 de marzo de 1991), fue un magistrado uruguayo, quien se desempeñó como miembro del Tribunal de lo Contencioso Administrativo desde 1984 hasta su muerte.

## Primeros años
Nació en Montevideo el 23 de julio de 1922,hijo de Carlos Folle y de Concepción Paradeda.
Cursó estudios en la Facultad de Derecho de la Universidad de la República, donde obtuvo el título de abogado.

## Juez de Paz en el interior
En setiembre de 1954 inició su carrera judicial al ser nombrado Juez de Paz de la primera sección judicial de Paysandú, con sede en la ciudad de Paysandú.

## Juez de Paz en la capital
En octubre de 1958 pasó a cumplir funciones en Montevideo, como Juez de Paz de la décima sección judicial de dicha ciudad.

## Juez Letrado en el interior
En marzo de 1962 fue ascendido al cargo de Juez Letrado de Paysandú de Segundo Turno.

## Juez Letrado en la capital
En marzo de 1965 fue ascendido a desempeñarse nuevamente en Montevideo, esta vez como Juez Letrado en lo Penal de Segundo Turno,cargo en el que permaneció durante diez años.

## Tribunal de Apelaciones
En marzo de 1975 recibió un nuevo ascenso al ser nombrado ministro del Tribunal de Apelaciones en lo Penal de Segundo Turno.
Integró dicho tribunal por espacio de nueve años.

## Tribunal de lo Contencioso Administrativo
El 25 de setiembre de 1984 fue elegido por el Consejo de la Nación, a propuesta del Poder Ejecutivo, como miembro del Tribunal de lo Contencioso Administrativo, para cubrir la vacante generada por el retiro de Hilda Moltedo de Espínola.
El 10 de noviembre de 1981 se había dictado el Decreto Constitucional-Acto Institucional número 12, derogando el número 8 dictado en 1977 y restableciendo la autonomía del TCA como organismo respecto del Ministerio de Justicia.
Al finalizar la dictadura cívico militar instaurada en 1973, la Asamblea General democráticamente electa que asumió funciones el 15 de febrero de 1985 resolvió, en sesión celebrada en la noche del 6 al 7 de mayo, declarar vacantes la totalidad de los cargos de la Suprema Corte de Justicia y del Tribunal de lo Contencioso Administrativo, por entender que los integrantes que permanecían en ella (en el caso del TCA, Folle, Carlos Maestro Toletti, Francisco D'Angelo, Orlando Olmedo y Héctor Clavijo) carecían de investidura legítima por haber sido designados durante el período dictatorial, y entendió que el plazo de 90 días con que contaba para llenar dichas vacantes corría a partir de la instalación del Parlamento.Los integrantes del TCA acataron la decisión y presentaron su renuncia.
Al borde de finalizar el plazo constitucional, el 15 de mayo de 1985, la Asamblea General eligió a los nuevos integrantes del Tribunal, José Roberto Figueroa Martínez, Luis Alberto Galagorri, Luis Torello, Manuel Díaz Romeu y Folle, siendo este el único reelecto y que continuó en su cargo de los actuantes en el período anterior.

## Fallecimiento
José Julio Folle hubiera podido permanecer en el tribunal hasta cumplir los 70 años en 1992, pero falleció en Montevideo el 12 de marzo de 1991, a los 68 años de edad.
Fue el segundo miembro del TCA en fallecer en el ejercicio de su cargo en la historia de dicho cuerpo, 23 años después de que lo hiciera Carlos Durán Rubio en 1968.
Pocos días después, la Asamblea General cubrió la vacante generada por su muerte designando en su reemplazo a Mireya Martínez de Atanasiú.